# Прирічне (Карабалицький район)
Прирі́чне (каз. Приречный) — село у складі Карабалицького району Костанайської області Казахстану. Адміністративний центр Урнецького сільського округу.
Населення — 474 особи (2021; 637 у 2009, 993 у 1999, 1482 у 1989).